# Казак-камень
Казак-камень — крупный гранитный валун высотой около 5 метров, расположенный на перекрёстке за автомобильным мостом Дружбы на выезде из Выборга в пограничную зону. Название связано с легендарными сведениями о спасении от смерти Петра I донским казаком в 1710 году при осаде Выборга в ходе Северной войны.
В историческом отношении валун горной породы рапакиви представляет собой одно из редких сохранившихся финно-угорских святилищ, мест проведения языческих обрядов в праздник летнего солнцестояния.

## История
Камень использовался в традиционных карело-финских обрядах, уходящих корнями в языческие времена: ежегодно в ночь на день летнего солнцестояния (Юханнус) на глыбу вкатывали смоляную бочку и поджигали, а внизу вокруг камня также раскладывали костры, у которых пели толпы ликующего народа. Даже согласно описаниям XIX века следы костров ещё были заметны на вершине камня, а с одной стороны он был «значительно облит смолою». Но широкой известностью и современным названием валун обязан легенде о спасении царя, описанной в различных публикациях, в том числе иностранных.
В 1710 году в ходе Северной войны русские войска под командованием Фёдора Апраксина осадили шведский город Выборг, и ставка главнокомандующего русской армией находилась примерно в 4 километрах от Выборгского замка, как раз неподалёку от камня. По преданию, описанному в 1829 году в газете «Северная пчела», когда Пётр I прибыл в ставку, то он забрался на камень для проведения рекогносцировки. В это время на монарха было совершено покушение, но верный присяге казак заслонил собой царя и ценой собственной жизни спас его от шведов. Казака похоронили прямо возле валуна, который и стали называть Казак-камнем.
С XIX века Казак-камень привлекает внимание путешественников в качестве одной из основных городских достопримечательностей. Они осматривали город с высоты 43 метра над уровнем моря, забираясь на валун по специальной лестнице.
В 1809 году на вершину камня поднимался император Александр I, посетивший Выборг по пути на Боргоский сейм. В получивших распространение путевых заметках описание камня часто служило прелюдией для исторических экскурсов в прошлое Выборга. В связи с этим история Казак-камня находит отражение в искусстве. В частности, изображение Петра I на камне и погибшего казака у его основания с соответствующим описанием в 1830 году появляется в альбоме О. Монферрана, посетившего Выборг в 1818 году и лично общавшегося с человеком, который называл себя потомком очевидца тех событий. В Выборгском историко-этнографическом музее, размещавшемся в 1895—1939 годах в здании Выборгской ратуши, выставлялась картина В. Т. Громме «Казак-камень». Сохранились упоминания о крестных ходах, проводившихся от Казак-камня в памятные даты (такие, как торжественное шествие в честь 200-летия Северной войны).
В качестве городской достопримечательности камень упоминается и в путеводителях советского времени, однако в перечень объектов культурного наследия он не включался. Отсутствие официального охранного статуса памятника позволило представителям Финляндии в 1990-х годах установить на месте памятных надписей имперского периода мемориальную табличку, посвящённую финским военнослужащим, противодействовавшим советской армии в 1944 году в ходе Выборгской операции Великой Отечественной войны. А в 2014 году рядом с камнем по инициативе казачьих организаций был установлен поклонный крест с иконой цесаревича Алексея. В 2025 году по иску органов прокуратуры судом было принято решение о демонтаже финской памятной таблички как установленной без согласования с местными властями и героизирующей не только финских и немецких военнослужащих, но и карательные батальоны СС.